# Grand Prix Formule 1 van Hongarije 1986
De Grand Prix Formule 1 van Hongarije 1986 werd verreden op 10 augustus op de Hungaroring in Mogyoród nabij Boedapest.

## Uitslag
| Pos. | Nr. | Coureur            | Constructeur           | Rondes | Tijd / Oorzaak uitval | Grid | Punten |
| ---- | --- | ------------------ | ---------------------- | ------ | --------------------- | ---- | ------ |
| 1    | 6   | Nelson Piquet      | Williams-Honda         | 76     | 2:00:34.508           | 2    | 9      |
| 2    | 12  | Ayrton Senna       | Lotus-Renault          | 76     | + 17.673              | 1    | 6      |
| 3    | 5   | Nigel Mansell      | Williams-Honda         | 75     | + 1 Ronde             | 4    | 4      |
| 4    | 28  | Stefan Johansson   | Ferrari                | 75     | + 1 Ronde             | 7    | 3      |
| 5    | 11  | Johnny Dumfries    | Lotus-Renault          | 74     | + 2 Rondes            | 8    | 2      |
| 6    | 3   | Martin Brundle     | Tyrrell-Renault        | 74     | + 2 Rondes            | 16   | 1      |
| 7    | 16  | Patrick Tambay     | Lola-Ford              | 74     | + 2 Rondes            | 6    |        |
| 8    | 4   | Philippe Streiff   | Tyrrell-Renault        | 74     | + 2 Rondes            | 18   |        |
| 9    | 26  | Philippe Alliot    | Ligier-Renault         | 73     | + 3 Rondes            | 12   |        |
| 10   | 14  | Jonathan Palmer    | Zakspeed               | 70     | + 6 Rondes            | 24   |        |
| DNF  | 25  | René Arnoux        | Ligier-Renault         | 48     | Motor                 | 9    |        |
| DNF  | 15  | Alan Jones         | Lola-Ford              | 46     | Differentieel         | 10   |        |
| DNF  | 20  | Gerhard Berger     | Benetton-BMW           | 44     | Transmissie           | 11   |        |
| DNF  | 18  | Thierry Boutsen    | Arrows-BMW             | 40     | Elektrisch probleem   | 22   |        |
| DNF  | 2   | Keke Rosberg       | McLaren-TAG            | 34     | Ophanging             | 5    |        |
| DNF  | 19  | Teo Fabi           | Benetton-BMW           | 32     | Transmissie           | 13   |        |
| DNF  | 24  | Alessandro Nannini | Minardi-Motori Moderni | 30     | Motor                 | 17   |        |
| DNF  | 27  | Michele Alboreto   | Ferrari                | 29     | Ongeluk               | 15   |        |
| DNF  | 8   | Derek Warwick      | Brabham-BMW            | 28     | Ongeluk               | 19   |        |
| DNF  | 1   | Alain Prost        | McLaren-TAG            | 23     | Ongeluk               | 3    |        |
| DNF  | 21  | Piercarlo Ghinzani | Osella-Alfa Romeo      | 15     | Ophanging             | 23   |        |
| DNF  | 17  | Christian Danner   | Arrows-BMW             | 7      | Ophanging             | 21   |        |
| DNF  | 7   | Riccardo Patrese   | Brabham-BMW            | 5      | Versnellingsbak       | 14   |        |
| DNF  | 23  | Andrea de Cesaris  | Minardi-Motori Moderni | 5      | Motor                 | 20   |        |
| DNF  | 29  | Huub Rothengatter  | Zakspeed               | 2      | Radiator              | 25   |        |
| DNF  | 22  | Allen Berg         | Osella-Alfa Romeo      | 1      | Turbo                 | 26   |        |

## Statistieken
| Pole-position | Ayrton Senna  | Lotus-Renault  | 1:29.450 |
| Snelste ronde | Nelson Piquet | Williams-Honda | 1:31.001 |

## Noot
- Dit was de honderdste Grand Prix-start voor Alain Prost. Hiermee was Prost de 26ste coureur die minstens 100 Grands Prix had gereden.

1936 · 1986 · 1987 · 1988 · 1989 · 1990 · 1991 · 1992 · 1993 · 1994 · 1995 · 1996 · 1997 · 1998 · 1999 · 2000 · 2001 · 2002 · 2003 · 2004 · 2005 · 2006 · 2007 · 2008 · 2009 · 2010 · 2011 · 2012 · 2013 · 2014 · 2015 · 2016 · 2017 · 2018 · 2019 · 2020 · 2021 · 2022 · 2023 · 2024 · 2025 · 2026 · 2027 · 2028 · 2029 · 2030 · 2031 · 2032